# PARTY (少年隊のアルバム)
『PARTY』（パーティ）は1987年12月14日にワーナー・パイオニアからリリースされた、少年隊の2枚目となるミニ・アルバム。

## 概要
『WONDERLAND』以来1年ぶりのミニ・アルバム。レコードは、ディスクジャケットは12inchLPサイズだが、中身は7inchEP盤が封入されている。 初盤CDは紙ジャケット仕様でリリースされたが、1991年6月17日の再発盤はプラスチックケースにて販売。 LP・CD・再発CD全てに、ハート形のフォトカードが3枚封入されている。

## 収録曲
全作詞・作曲：宮下智　編曲：服部克久
1. Happy birthday to!
2. トナカイという名の船／錦織一清
3. どんなにいいかもネ!／植草克秀
4. ひとりぼっちのクリスマス／東山紀之